# اوتسنایش
اوتسنایش (به آلمانی: Utzenaich) یک منطقهٔ مسکونی در اتریش است که در ناحیه راید ایم اینکرایس واقع شده‌است. اوتسنایش ۲۰ کیلومتر مربع مساحت دارد ۳۹۸ متر بالاتر از سطح دریا واقع شده‌است.